# ماریکا
ماریکا (به اسپانیایی: Marsá) یک منطقهٔ مسکونی در اسپانیا است که در پرورات واقع شده‌است. ماریکا ۱۶٫۱ کیلومتر مربع مساحت دارد ۳۱۵ متر بالاتر از سطح دریا واقع شده‌است.